# Эйнштейн гуляет по Луне. Наука и искусство запоминания
Эйнштейн гуляет по Луне. Наука и искусство запоминания (англ. Moonwalking with Einstein: the art and science of remembering everything) ― научно-популярная книга американского журналиста и писателя Джошуа Фоера.

## Об авторе
Книга «Эйнштейн гуляет по Луне» написана журналистом и писателем Джошуа Фоером, который всего за один год смог стать чемпионом по запоминанию информации. Он занялся исследованием человеческого мозга, особенностей его работы, чтобы узнать, как работает память человека, как ее можно развить.
Вместе с этим его также интересовали люди с плохой памятью, которые всегда что-то забывают.
Когда автор стал глубже изучать тему развития памяти, он понял, что хочет провести эксперимент над самим собой. До этого он тоже постоянно что-то забывал, не мог даже запомнить день рождения своей подруги. Вооружившись знаниями, полученными в ходе исследований, постоянно тренируясь, Фоер смог добиться весомых успехов. Эта книга по большей части является дневником, в котором он описывал свою работу по развитию памяти.

## Содержание
Фоер рассказывает в своей книге о памяти и пытается очертить возможности человеческого разума. С этой целью он изучал людей с улучшенной памятью, которые участвовали в чемпионате США по памяти в 2005 году.
Он описывает научные основы развития памяти и историческое отношение к памяти, включая ее негативную репутацию в западной образовательной системе, восприятие, которому Фоер в значительной степени противостоит.
В книге автор исследует мнемонические техники для улучшения памяти: техники римских риторов и таннаим («чтецов») Иудеи, основную систему и систему PAO для запоминания чисел и карточек, а также ментальные карты, техника записи заметок, разработанная Тони Бьюзеном. Все эти методы являются формой метода локусов, в котором данные хранятся в виде последовательности запоминающихся изображений, которые можно преобразовать обратно в их исходную форму.
Фоер поддерживает осознанную практику как путь к экспертным знаниям и называет психологические барьеры самым большим препятствием на пути к повышению производительности труда человека.
Прочитав эту книгу, станет понятно, насколько полезна тренировка памяти, как умение запоминать большие объемы информации может пригодиться в практической жизни.

## Издание в России
Книга «Эйнштейн гуляет по Луне. Наука и искусство запоминания» была переведена на русский язык и опубликована в 2013 году в издательстве «Альпина Паблишер». ISBN ― 978-5-9614-4473-5,978 5 9614 4473 5